# Hristos Banikas
Hristodoulos (Hristos) Banikas (en griego:Χριστόδουλος (Χρήστος) Μπανίκας), (20 de mayo de 1978) es un jugador de ajedrez griego, residente en Salónica, que ostenta el título de Gran Maestro desde 2001.
En la lista de Elo de la FIDE de marzo de 2011, tenía un Elo de 2593 puntos, lo que le convertía en el jugador número 2 (en activo) de Grecia, y en el 239º mejor jugador en el ranking mundial. Su máximo Elo fue de 2617 puntos, en la lista de marzo de 2010 (posición 158º en el ranking mundial).

## Resultados destacados en competición
Banikas ganó el Campeonato de Grecia Sub-12 en 1990, el de Sub-16 en 1993 y el de Sub-20 en 1996. Ha participado en ocho campeonatos de ajedrez de Grecia, desde 2000 a 2005 y desde 2008 a 2009. En 2001 perdió contra el ordenador Deep Junior. En 2002 ganó el Campeonato de Europa de ajedrez rápido. En 2007 empató en los lugares 2º-7º con Kiril Georgiev, Dimitrios Mastrovasilis, Vadim Malakhatko, Mircea Pârligras y Dmitry Svetushkin en el torneo de ajedrez de Acrópolis (el campeón fue Ilia Smirin).

## Estilo de juego
Banikas es conocido por su tendencia a entrar en complicaciones tácticas. Con piezas negras juega habitualmente la defensa siciliana contra 1.e4, mientras que con blancas prefiere 1.d4, pero también juega ocasionalmente 1.Cf3 o 1.c4.